# David Gill
Pour les articles homonymes, voir Gill.

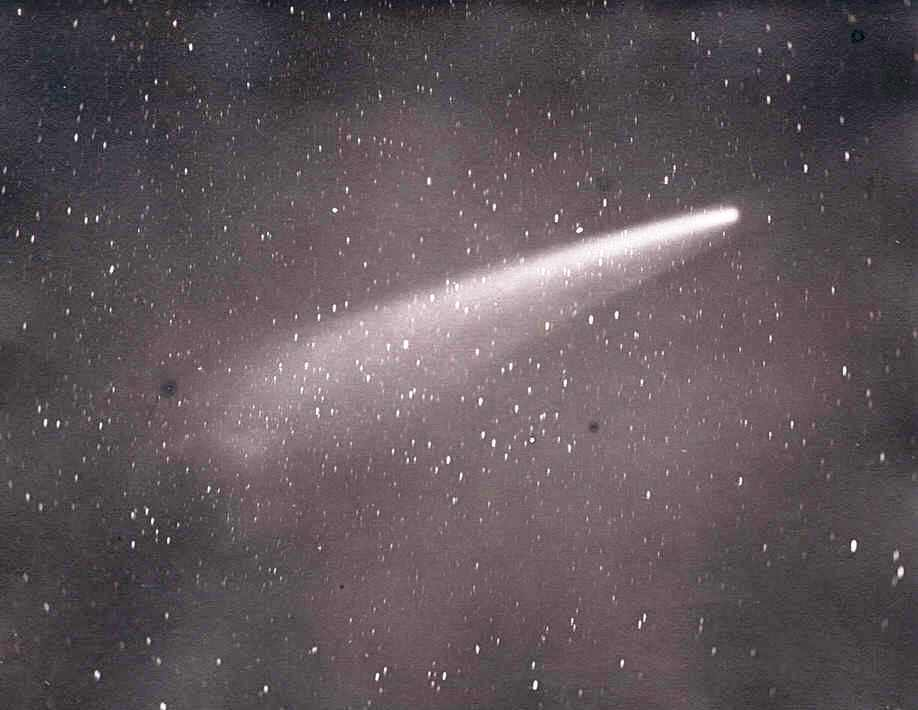
La grande comète de septembre 1882 photographiée par David Gill depuis Le Cap

David Gill (Aberdeen, 12 juin 1843 - Londres, 24 janvier 1914) est un astronome écossais qui a effectué la majeure partie de sa carrière en Afrique du Sud.
Il a utilisé la parallaxe de Mars pour déterminer la distance au Soleil et a aussi mesuré des distances aux étoiles. Il a amélioré l'utilisation de l'héliomètre. Il était l'astronome de Sa Majesté à l'observatoire du Cap de Bonne-Espérance de 1879 à 1906. Il fut un pionnier de l'astrophotographie et un des premiers partisan du projet Carte du Ciel.
Des cratères sur Mars et la Lune portent son nom.

## Distinctions et récompenses
- Médaille James-Craig-Watson en 1899
- Médaille Bruce en 1900
- Médaille d'or de la Royal Astronomical Society à deux reprises, en 1882 et 1908
- Médaille royale en 1903

- Chevalier en 1900

### Rubriques nécrologiques
- Astrophysical Journal, vol. 40 (1914), p. 161
- Monthly Notices of the Royal Astronomical Society, Vol. 75 (1915), p. 236
- The Observatory, vol. 37 (1914), p. 3-115
- Publications of the Astronomical Society of the Pacific, Vol. 26 (1914), No. 152, p. 62